# L'Heure du départ
Pour plus de détails, voir Fiche technique et Distribution.
L'Heure du départ est un film français, sorti le 16 mars 2022 en France et le 6 juillet 2022 en Belgique, et réalisé par Camille de Casabianca.

## Synopsis
S'interrogeant sur le thème de la vieillesse et la fin de vie, une réalisatrice de film, Camille part à la rencontre de personne du troisième âge.
Elle décide de rendre visite à Louis puis à Rosa, lesquels viennent à disparaitre rapidement. Camille décide alors de filmer Germaine,. Germaine Fraissé est, en fait, la propre grand-mère de Camille de Casabianca, la réalisatrice du film qui présente elle-même, sans aucun artifice, ce portrait intime étalé sur une vingtaine d’années.

## Fiche technique

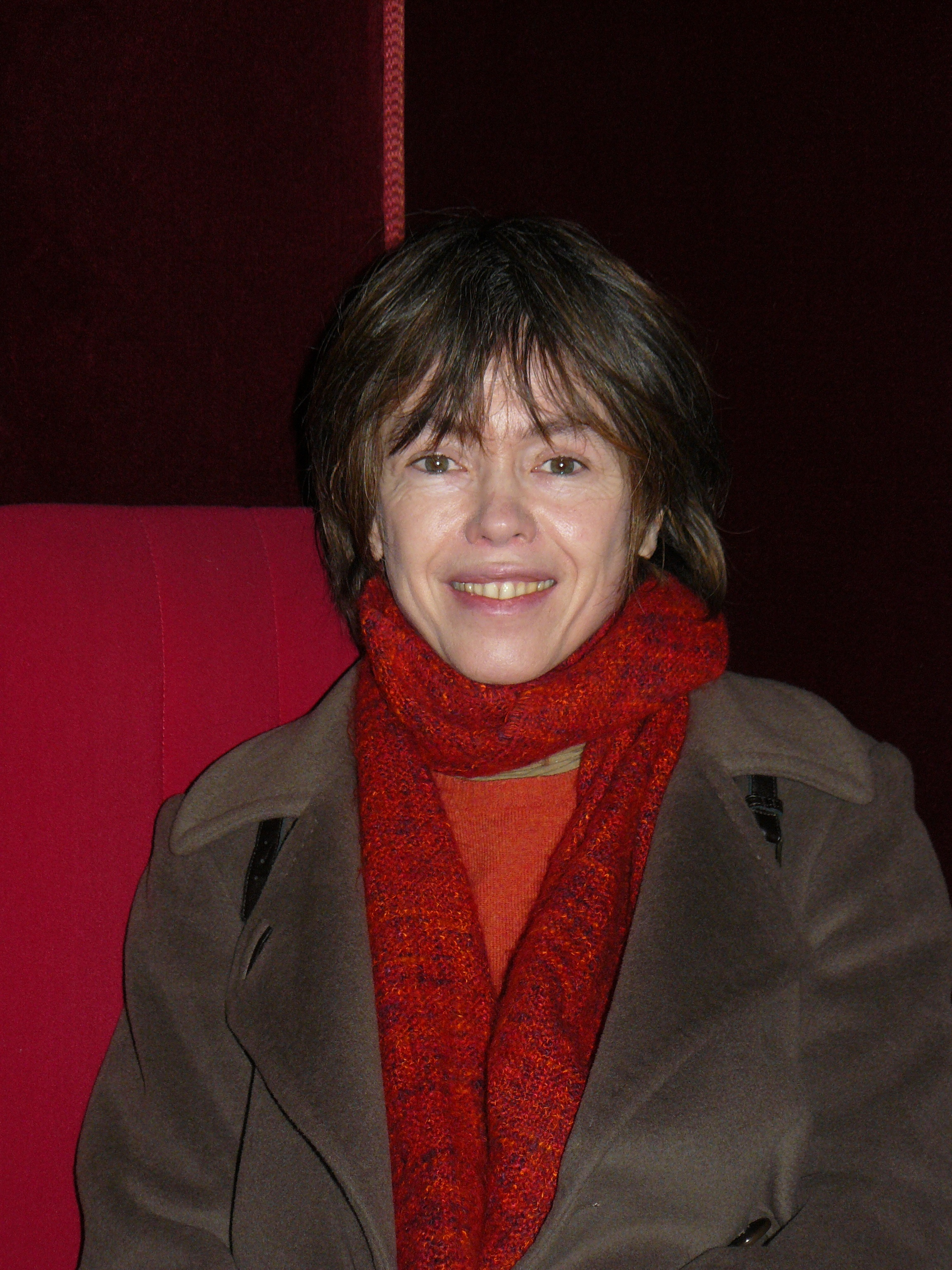
Camille de Casabianca

- Réalisation : Camille de Casabianca
- Image : Raymond Depardon, Patrick Blossier et Camille de Casabianca[8]
- Montage : Nicolas Gerifaud
- Mixage : Bruno Tarrière
- Étalonnage : Jacky Lefresne
- Musique addtionnelle : Jorge Arriagada
- Production : Felix Films
- Date de sortie : 16 mars 2022 en France
- N° Visa : 154872[9]

## Distribution
- Camille de Casabianca, la réalisatrice
- Germaine Fraissé, sa grand-mère
- Rosa Pons Roig, une dame âgée

## Analyse
Il s'agit d'un film documentaire réalisée par l'écrivaine Camille de Casabianca qui s'est lancé dans une ouvre très personnelle sur la fin de vie des personnes âgées en présentant les dernières années de sa grand-mère. C'est une histoire vécue basée sur dialogue intergénérationnel avec ses silences, et ses questions sans réponse qui peuvent interpeller le spectateur.